# Mille Petrozza
Mille Petrozza, właśc. Miland Petrozza (ur. 18 grudnia 1967 w Essen) – niemiecki gitarzysta i wokalista thrashmetalowy. W 1982 roku założył grupę Tormentor, następnie zmienił jej nazwę na Kreator. Do dziś jest niekwestionowanym liderem zespołu. 
Poza Kreatorem współpracował z zespołem Edguy w sesji nagraniowej Hellfire Club, z Voodoocult oraz udzielił gościnnie głosu w utworze "Moment Of Clarity" na albumie The Undying Darkness (2006) niemieckiej grupy Caliban.
Jeden z ulubionych przez muzyka przepisów kulinarnych ukazał się w 2009 roku w książce Hellbent For Cooking: The Heavy Metal Cookbook (Bazillion Points, ISBN 978-0-9796163-7-2). Ponadto w książce znalazły się przepisy nadesłane przez takich muzyków jak: Marcel Schirmer (Destruction), Jeff Becerra (Possessed), John Tardy (Obituary) czy Andreas Kisser (Sepultura). 
W 2010 roku w ramach wystawy muzealnej "A Star is Born - Photography and Rock Since Elvis" fotografia muzyka znalazła się w Das Museum Folkwang w Essen.
W 2013 wraz z grupą Heaven Shall Burn nagrał interpretację utworu "Auge um Auge" zespołu Dritte Wahl, do którego nakręcono teledysk

## Wybrana dyskografia
- Destruction - Release from Agony (1987, gościnnie śpiew)
- Sodom - Live in der Zeche Carl (1994, gościnnie gitara i śpiew)
- Edguy - Hellfire Club (2004, gościnnie śpiew)
- Dew-Scented - Incinerate (2007, gościnnie śpiew)

## Filmografia
- Get Thrashed (2006, film dokumentalny, reżyseria: Rick Ernst)[8]
- Over the Madness (2007, film dokumentalny, reżyseria: Diran Noubar)[9]
- Black Metal: The Music of Satan (2011, film dokumentalny, reżyseria: Bill Zebub)